# Kampong Treas
Kampong Treas es una comuna (khum) del distrito de Krouch Chhmar, en la provincia de Kompung Cham, Camboya. En marzo de 2008 tenía una población estimada de 7567 habitantes.
Se encuentra ubicada en la llanura camboyana, al sureste del lago Sap (Tonlé Sap) y a escasa distancia del río Mekong y de la frontera con Vietnam.